# Coni Zugna
Il Coni Zugna (1865 m) o Monte Zugna è un monte del Trentino meridionale, ai confini con la provincia di Vicenza e la Provincia di Verona.
Si trova a sud della città di Rovereto.

## Storia
Durante la prima guerra mondiale fu teatro, con il vicino passo Buole, di aspri combattimenti fra gli eserciti italiano e austro-ungarico nel maggio-giugno del 1916 durante la Strafexpedition.
All'inizio del 1900, gli austriaci pianificarono la costruzione di un forte sulla cima dello Zugna. Realizzarono la strada di accesso, le caserme e un sistema per raccogliere l'acqua piovana.
Quando l'Italia entrò in guerra, le linee difensive furono arretrate fino a Rovereto. Tra maggio e giugno del 1915 l'esercito italiano occupò l'area, costruendo proprie trincee, strade, baracche, teleferiche e acquedotti.
Nella primavera del 1916, gli austro-ungarici lanciarono un'offensiva verso il Veneto e tentarono di conquistare la Vallarsa. Gli italiani riuscirono a fermarli proprio sullo Zugna, uno dei versanti della valle. Nonostante numerosi e sanguinosi attacchi, gli austro-ungarici non riuscirono a superare la resistenza italiana a passo Buole e al "Trincerone", una barriera costruita nel punto più stretto del crinale.
Da quel momento e fino alla fine della guerra, i due eserciti si logorarono in una lunga guerra di posizione. I cimiteri e le numerose linee di trincee ne sono testimonianza. La guerra acquisì le caratteristiche tipiche dei combattimenti in montagna: gli eserciti costruirono strade, scavarono trincee e camminamenti, e edificarono baracche e rifugi.

## Descrizione
Si trova sulla dorsale montuosa che separa la Vallarsa dalla Vallagarina, appena a nord rispetto al gruppo del Carega.
Sul monte Zugna è posizionato l'osservatorio astronomico di monte Zugna, gestito dal museo civico di Rovereto.
Il Monte Zugna offre un ambiente naturale variegato, con boschi, prati alpini e una ricca fauna e flora tipiche delle Alpi. La montagna è una meta per escursionisti e appassionati di natura, grazie ai suoi sentieri panoramici e alle viste sulla Valle dell'Adige e sulle montagne circostanti. Lungo il sentiero che sale lungo la dorsale e interseca in più punti la strada si incontra il museo all'aperto della prima guerra mondiale.